# Kinderkamer
Kinderkamer is een uitgave uit 1979 van de private press in de Bonnefant van een feuilleton van de schrijver Louis Couperus.

## Geschiedenis
Kinderkamer was een feuilleton van Louis Couperus (1863-1923) dat voor het eerst verscheen in het dagblad Het Vaderland van 17 april 1915. In 1909 was Couperus begonnen met het publiceren van feuilletons in die krant, zoals dat op 27 november van dat jaar door de redactie daar werd aangekondigd. In diezelfde maand sloot Couperus een contract met de uitgever L.J. Veen om die feuilletons gebundeld uit te geven. Uiteindelijk verschenen er over de jaren vier bundels onder de titel Van en over mijzelf en anderen. Maar Veen gaf daarna ook kleinere deeltjes uit. Van de vierde bundel, waarin Kinderkamer verscheen, gaf hij bijvoorbeeld de bundeltjes Der dingen ziel en Brieven van den nutteloozen toeschouwer afzonderlijk uit; in  de eerste titel verscheen ook deze Kinderkamer.
Er bestaat een handschrift van Kinderkamer dat ooit in het bezit was van Frédéric Bastet.

### Uitgave
Hans van Eijk is drukker en eigenaar van een private press die sinds 1977 bestaat in de Limburgse plaats Banholt en door hem genoemd werd: in de Bonnefant. In juni 1979 verscheen deze uitgave, ontleend, blijkens het colofon, aan de publicatie Van en over mijzelf en anderen. Het werd gedrukt in een oplage van 105 exemplaren. Een negentiende-eeuwse houtgravure uit de collectie van Toni Savage uit Leicester werd tweemaal afgedrukt: eenmaal in geel op de Franse titelpagina, een keer in rood juist boven het begin van de tekst op pagina 7. Alle exemplaren werden op de pers genummerd.
Van de uitgave werden 25 exemplaren in goudbruin linnen gebonden; op het voorplat staat een "B" in goud gestempeld, auteursnaam en titel staan op de rug in goud gestempeld. De overige 80 exemplaren werden ingenaaid en voorzien van een los blauw stofomslag; hier staan op het vooromslag ook auteursnaam, titel en uitgever gedrukt (in zwart), en auteursnaam en titel (in cursief), gevolgd door een "B" op de rug.